# Erasmus Julius Nyárády
Erasmus Julius Nyárády (en hongrois Erazmus Gyula Nyárády, né le 7 avril 1881 à Ungheni et mort en 1966) est un botaniste né hongrois et devenu roumain.

## Biographie
Erasmus Nyárády est né le 7 avril 1881 à Ungheni (Nyárádtő en hongrois) en Transylvanie, en actuelle Roumanie, faisant partie à l’époque de l’empire austro-hongrois.
Il est issu d’une famille modeste, son père occupait la poste de cantonnier de chemin de fer dans cette même localité. 
Une scolarité primaire passée à Tîrgu-Mureș puis à l’école normale de Cluj, lui ont permis de développer sa passion pour la botanique. Il a suivi des études supérieures à l’Institut pédagogique de Budapest, obtenant son diplôme en 1904.
Durant ses études, il a participé à plusieurs excursions botaniques dans les montagnes des Tatras et sur la côte adriatique afin d’étudier les plantes, étant considéré alors comme le meilleur botaniste de l’institut.

## Activité didactique et scientifique
Jeune diplômé de l’enseignement supérieur, conquis par la flore des montagnes de Tatras, Erasmus Nyárády s’est tourné vers l’enseignement primaire dans la petite ville de Késmárk (aujourd’hui Kežmarok en Slovaquie). C’est ici qu’il travaille pendant les années 1904-1911. Quinze travaux scientifiques approfondissent son travail de recherche de cette époque. Il commence à constituer un herbier personnel et un autre pour l’école de Kesmark.
Nostalgique de ses terres natales, il demande sa mutation au collège de Tîrgu-Mureș, où il a enseigné pendant 11 ans, jusqu’en 1922. C’est ici qu’il continue d’étudier la flore et il publie en 1914 le livre intitulé La Flore de printemps et d’été dans les environs de la ville de Tîrgu-Mureș.
En 1922, l’illustre scientifique Alexandru Borza (ro) lui propose le poste de conservateur des collections botaniques de l’Institut botanique de Cluj.
Sur proposition du même Alexandru Borza, il enseigne la botanique pendant plusieurs années à l’Académie des hautes études agronomiques de Cluj, parallèlement à son travail de conservateur. Avec deux autres botanistes, I. Prodan et I. Grințescu, ils créent l'École botanique de Cluj.
Il arrête l’enseignement en 1922, après la publication d’un manuel de botanique à destination des lycées et après la réalisation d’une carte murale en relief de la Roumanie, utilisée surtout dans les écoles militaires roumaines.
Par la suite, il se consacre à l’amélioration et à l’organisation de l’herbier de l’université de Cluj mais aussi de son propre herbier. De même, il étudie la flore de différentes régions roumaines, il arpente le pays d’un bout à l’autre pour collecter des plantes, qui ont servi ultérieurement à la publication de son livre Florae Romaniae Exsiccata et quelques décennies plus tard à son œuvre Flore de la République populaire roumaine / République socialiste roumaine.
Sous sa direction, le musée botanique de Cluj a abrité le meilleur et le plus grand herbier de Roumanie, ayant les plantes les mieux déterminées. Durant la période de plus de 20 ans qu’il y a passée, Nyárády a obtenu des résultats excellents, il a étudié la flore de différentes montagnes et il a publié de nombreuses études scientifiques en roumain et en hongrois, par ex : la flore des montagnes Ceahlău (1924), Piatra Cloșani et Oslea (1928), Retezat (1928), Lacul Rosu et Cheile Bicazului (1937), Harghita (1928, 1930, 1942).
De même, il a étudié et il a fait connaître des genres ayant un statut taxonomique et phytogénétique à part, tel Ranunculus (1933), Viola (1932, 1941), Hieracium (1928, 1938, 1940, 1942, 1943), Centaurea (1943, 1945) et Alyssum (1927, 1928, 1929, 1930).
Ses plus belles réalisations de cette époque ont été les parutions des livres : La Flore des gorges de Turda (1937, 1938), cinq livres en tout (trois en hongrois et deux en roumain), de même que le livre La Flore de Cluj et de ses environs (1944-1944).
À travers son travail scientifique effectué dans les gorges de Turda — dans un paysage karstique — ayant identifié 1 030 espèces de plantes supérieures sur une superficie de seulement 104 hectares (en Roumanie il y environ 3 500 espèces en tout), dont certaines endémiques, d’autres étant des relictes tertiaires ou des plantes rares, il a été à l’origine de la création de la réserve scientifique botanique et géologique Gorges de Turda, en 1938, statut qu’elle garde de nos jours.
Les monographies citées vont clore la période de recherche et d’élaboration de travaux à caractère régional, par la suite, entre 1948 et 1966, Nyárády va coordonner une œuvre nationale, Flore de la république socialiste de Roumanie.
Élu membre de l’Académie roumaine en 1948 — le plus haut forum national de consécration scientifique et culturelle — il s’est fait confier la responsabilité du comité de rédaction et puis celui de rédacteur de cette œuvre complète, prévue en douer volumes.
Nyárády avait à l’époque 68 ans, un enthousiasme et un dévouement à toute épreuve. Il a commencé par choisir l’équipe de travail parmi les meilleurs botanistes du pays pour élaborer cette œuvre monumentale.
Le rédacteur principal de la Flore, l’académicien Traian Săvulescu, expert en phytopathologie et mycologie, a donné carte blanche à Nyárády pour coordonner cette vaste œuvre dans les moindres détails. Nyárády a divisé le matériel par volumes, par membres du collectif et par années aussi.
Par ailleurs il a organisé un atelier de dessin pour l’illustration de la flore avec dix dessinateurs talentueux, qu’il guidait lui-même. Il s’est chargé personnellement des genres et des familles les plus problématiques (Hieracium, Centaurea, Rubus, Alyssum et Cruciferae), par ex : volume X (1965) où il traite du genre Hieracium sur environ 1000 pages.
Le premier volume de la Flore est paru en 1952, le volume XI en 1966, le XII en 1972 et le XIII en 1976, ce dernier étant un volume supplémentaire auquel il n’a pas contribué.
L’ouvrage de 9 287 p., comprenant 1582 planches en noir et blanc, est considéré comme la plus importante œuvre botanique en Roumanie.
L’herbier Nyárády E.I. comprend environ 90.000 feuillets, dont 86.300 se trouvent dans différents herbiers universitaires et muséaux en Roumanie, environ 1300 en Hongrie et sans doute à travers les échanges il y en a qui se retrouvent dans d’autres pays européens, comme au Muséum national d'histoire naturelle de Paris.
En Roumanie, la plus grande collection Nyárády E. I. se trouve au musée Brukenthal à Sibiu (plus de 57 000 feuillets), appelée la Collection familiale Nyárády. Ce même musée abrite les livres et les objets personnels ayant appartenu à l’académicien Nyárády.
Pour son travail scientifique, Nyárády E.I. a reçu diverses décorations, telles l’Ordre de l'Étoile de la République populaire roumaine (IV classe) — la plus haute décoration roumaine —, l’Ordre du Travail 1re classe et le Prix d’État 1re classe. À partir de 1960, il a été nommé membre du Présidium de l’Académie roumaine, une fête solennelle marquant ses 80 ans.
Nyárády E.I. a été l’unique membre roumain de l’Association internationale de taxonomie et nomenclature.
Durant ses 63 années d’activité scientifique, il a publié 14 livres et 166 travaux scientifiques et a décrit deux nouveaux genres de plantes (Triplopetalum, Pietrosia) et 1 627 taxons et infra-taxons.
Il est mort le 10 juin 1966, à l’âge de 85 ans, et il est enterré dans le cimetière central de Cluj.

## Sources
- Bartók, K., « En souvenir de l’éminent botaniste Erazmus Iuliu Nyárády (1881-1966) membre de l’Académie roumaine », Études et communications/DIS, 2016, IX : 293-301